# Mission Control (OS X)
 (septembre 2024).

## Exposé (le logiciel original)
Exposé est un logiciel incorporé dans les systèmes d'exploitation Mac OS X de Apple, qui aide les manipulations lorsqu'il y a un nombre important de fenêtres ouvertes qui empêchent d'effectuer rapidement ce que l'on souhaite parmi elles.
Les deux premières fonctions disposent temporairement les fenêtres (et pas les inspecteurs ou les palettes) en mosaïque pour qu'elles puissent toutes s'afficher côte-à-côte simultanément. Malgré la réduction de résolution des fenêtres, l'anticrénelage fait qu'il est toujours possible de voir leur contenu. Par ailleurs, le titre de chaque fenêtre est affiché en grand lorsque le curseur les survole.
Par défaut :
- F9 réduit toutes les fenêtres de toutes les applications,
- F10 réduit toutes les fenêtres de l'application active.

La troisième fonction permet de masquer temporairement toutes les fenêtres (ainsi que les inspecteurs et les palettes) pour accéder au bureau (par défaut : fn+F11).
Si par défaut Exposé s'utilise avec les raccourcis clavier F9, F10 et F11, il est possible de les modifier, ou d'affecter cette fonctionnalité à des coins actifs (une fonctionnalité permettant de déclencher des actions lorsque le curseur est placé dans un coin de l'écran) ou encore à des boutons supplémentaires d'une souris.
Bien que cette fonctionnalité puisse paraître déroutante pour ceux qui la découvrent, elle est généralement très vite adoptée. Combinée avec le Dock, elle offre une alternative au concept de la barre des tâches de Windows pour se retrouver facilement parmi ses fenêtres.
Des clones d'Exposé sont disponibles sous d'autres systèmes d'exploitation. Pour Windows, on peut citer AnthaBounce (anciennement Winplosion, payant), Entbloess ou Switcher (gratuit). Sur les systèmes GNU-Linux, ce concept est au cœur de l'environnement de bureau GNOME Shell, et le gestionnaire de fenêtre Compiz fournit le même service par l'intermédiaire de son plugin « Scale », une telle fonctionnalité existe aussi sous l'environnement de bureau KDE.

## Mission Control (le descendant d'Exposé)
Dans Mac OS X Lion et les versions suivantes du  système, Exposé a été intégré dans Mission Control. Cette fonction regroupe Exposé, Spaces, et Dashboard. Mission Control permet de naviguer plus rapidement entre les différents espaces de travail et entre les fenêtres grâce à des raccourcis claviers et des gestes Multi-Touch. Des fenêtres peuvent aussi être mises en mode plein écran ; elles occupent alors tout l'espace disponible sur l'écran : les barres d'outils sont cachées, ainsi que le Dock. Les fenêtres en plein écran sont placées dans Mission Control comme des espaces de travail.
Depuis OS X Mavericks, Mission Control a été modifié pour mieux fonctionner avec plusieurs écrans : chaque écran peut avoir ses propres espaces de travail indépendamment de l'autre / des autres. Le Dock et la barre de menus s'affichent désormais sur l'écran sur lequel l'utilisateur travaille, et non sur l'écran principal. Cette mise à jour permet de travailler sur deux apps en plein écrans à la fois, mais elle empêche l'utilisateur de placer une fenêtre « à cheval » sur les deux écrans.